# Мічел Бабатунде
Мічел Бабатунде (англ. Michel Babatunde, нар. 24 грудня 1992) — нігерійський футболіст, півзахисник марокканського клубу «Відад» та збірної Нігерії.

## Клубна кар'єра
Розпочав грати в футбол у школі, коли навчався в молодших класах. Під час навчання в коледжі, а потім й у вищій школі, грав за різні команди цих навчальних закладів. Також у коледжі грав за аматорський клуб «Ота футбол»; після закінчення коледжу продовжив виступати в цьому клуб. Незабаром отримав виклик в юнацьку збірну Нігерії.
В одному з матчів юнацької збірної його помітили селекціонери клубу «Гартленд» з міста Оверрі, саме з цією командою Мітчел й підписав свій перший професіональний контракт. У сезоні 2009/10 років протягом півроку виступав у чемпіонаті Нігерії.
У зимове міжсезоння 2011 року Майкл Бабантуде разом з агентом поїхав до Туреччини, де проходив перегляд у командах «Бурсаспор» і «Самсунспор». В Анталії, його агент познайомився з керівництвом криворізького «Кривбасу», клуб тоді знаходився там на зборах. Після того, як йому дозволили пройти перегляд у команді він успішно зарекомендував себе, його гра сподобалася головному тренеру Юрію Максимову. Спочатку Бабатунде було складно адаптуватися в Україні через мовний бар'єр та погодні умови.
Тривалий період часу Мічела не могли заявити для участі в Прем'єр-лізі України через отримання міжнародного трансферного сертифікату. У підсумку всі формальності були залагоджені й він підписав з клубом повноцінний трирічний контракт. У складі нової команди дебютував у першому ж матчі весняної частини сезону 2010-11, вийшовши на заміну на останній хвилині матчу проти київської «Оболоні», Бабатунде вийшов в доданий час у кінці поєдинку замість Їржі Єслінека, й встиг зіграти близько хвилини. Загалом навесні 2011 року взяв участь у 10 з 11 матчів команди у чемпіонаті, кожного разу виходячи на поле на заміну.
Напередодні старту нового сезону його називали одним з найперспективніших гравців у команді. 31 липня 2011 року відзначився першим голом у чемпіонаті в домашньому матчі проти одеського «Чорноморця» (1:0), Бабатунде відзначився на 30-й хвилині, через 3 хвилини після того, як вийшов на поле, цей м'яч став переможним у матчі. Після цього сайт Football.ua включив його до символічної збірної туру. 25 вересня 2011 року в виїзному матчі проти «Олександрії» (1:1), іфдзначився першим голом у матчі на 12-й хвилині у воротах Юрія Паньківа. В осінній частині Прем'єр-ліги сезону 2011/12 Бабатунде став єдиним гравцем «Кривбасу», який зіграв всі матчі.
У серпні 2013 року вільним агентом підписав чотирирічний контракт з луцькою «Волинню». У команді взяв 79-й ігровий номер. Дебютував за лучан у поєдинку проти львівських «Карпат» 19 серпня 2013 року. Матч завершився з рахунком 1:1, а Мічел був визнаний одним з найкращих гравців матчу в складі «Волині».
13 серпня 2015 року підписав однорічний контракт з «Дніпром». 13 грудня того ж року стало відомо, що Бабатунде залишає «Дніпро», угоду з яким, за словами генерального директора клубу Андрія Стеценка, вже розірвано.
13 січня 2016 року було офіційно оголошено про перехід футболіста в марокканський «Раджа» за 1 мільйон євро, з яким Бабатунде підписав контракт на 3,5 роки.
1 червня 2016 року підписує контракт з катарським «Катар СК» за 1,1 мільйон євро

## Виступи за збірні
Залучався до ігор за юнацькі збірні Нігерії. У листопаді 2011 року був викликаний Августином Егуавоном до олімпійської збірної Нігерії на відбірковий турнір до літніх Олімпійських ігор 2012. На турнірі він провів два поєдинки проти Марокко (0:2) й Алжиру (4:1). У своїй групі Нігерія посіла третє місце, поступившись Сенегалу й Марокко, проте випередивла Алжир й покинула турнір. 31 травня 2013 дебютував за національну збірну в товариському матчі проти збірної Мексики, вийшовши на заміну замість Брауна Ідеє 2013 року виступав за національну збірну Нігерії на Кубку конфедерацій. Провів другий тайм зустрічі з Уругваєм і отримав попередження.
Учасник чемпіонату світу у Бразилії 2014 року. Зіграв два матчі в груповому турнірі: зі збірними Боснії і Герцеговини та Аргентини. У грі з аргентинцями зламав руку. У цих матчах він виходив на поле у стартовому складі, але двічі був замінений.

## Особисте життя
Його сім'я проживає в Лагосі. Окрім Мічела в сім'ї є ще три брати й сестра. Один з братів грав у футбол, але пізніше став більше часу приділяти навчанню в університеті.
Мічел Бабантуде зустрічався з дівчиною на ім'я Еста, з якою він познайомився ще в школі.
Його рідна мова йоруба, поширена мова в Нігерії. За віросповіданням Бабатунде християнин.